# گری اسنایدر
گری اسنایدر (به انگلیسی: Gary Snyder) ‏ شاعر آمریکایی در سال ۱۹۳۰ در سان‌فرانسیسکو متولد شد. او در حال حاضر از استادان دانشگاه کالیفرنیا است. از مجموعه اشعار او می‌توان به «خطر در بالا بالاها» و «ییلاق آن طرف» اشاره کرد. او سال ۱۹۷۵ جایزه پولیتزر را با مجموعه «سرزمین لاک‌پشتها» از آن خود کرد.
وی در کالج رید در اورگن تحصیل کرد. کتاب‌های او عبارتند از: RIPRAP (۱۹۵۹)، The Back Country (۱۹۶۸)، جزیره لاک‌پشت ها(۱۹۷۴)، اسطوره‌ها و متن‌ها (۱۹۷۸)، دستهٔ تبرها (۱۹۸۳)، زیر باران گذاشت (۱۹۸۶)، او همچنین دو اثر منثور «نگهداری خانه زمینی» (۱۹۶۹) و «کار واقعی: مصاحبه‌ها و مقالات ۷۹–۱۹۶۴» (۱۹۸۰) هم دارد
وی در سال ۲۰۰۸ برنده جایزه ۱۰۰ هزار دلاری شعر راث لیلی شد. این جایزه که هر سال از سوی بنیاد شعر آمریکا اعطا می‌شود و یکی از گران‌ترین جوایز ادبی آمریکا به‌شمار می‌رود.